# كونترا: لاغاسي أوف وار
كونترا: لاغاسي أوف وار (بالإنجليزية: Contra: Legacy of War)‏ ، هي لعبة إلكترونية من نوع تصويب منظور الشخص الثالث، أنتجت سنة 1996م، وتعمل على نظام التشغيل هي بلاي ستيشن و سيجا ساترن، وقامت بنشرها كونامي الأمريكية وهي تابعة لشركة كونامي اليابانية .

## وصلات خارجية
- Contra: Legacy of War @ Game Kommander
- كونترا: لاغاسي أوف وار على موبي غيمز
- Contra: Legacy of War على موقع غيم فاكس